# توماسین مکنزی
 توماسین هارکورت مکنزی (انگلیسی: Thomasin Harcourt McKenzie؛ ۲۶ ژوئیه ۲۰۰۰) بازیگر زن نیوزیلند است. او بیشتر به خاطر ایفای نقش در فیلم آمریکایی ردی به جا نگذار شناخته شده است که برای او تحسین منتقدان را دریافت کرد. همچنین در فیلم دیشب در سوهو نقش آفرینی کرده است.

## زندگی شخصی
مکنزی در ولینگتون، نیوزیلند به دنیا آمد. پدر و مادر او میراندا هارکورت و کارگردان سینما استوارت مکنزی هستند. او از تبعه آنگلوس سلتیک است و در ولینگتون زندگی می‌کند، جایی که در دانشکده ساموئل مارسدن شرکت کرد و در سال ۲۰۱۸ فارغ‌التحصیل شد.
او نوه بازیگر معروف کیت هارکورت و پیتر هارکورت است.

## فیلم‌ها
توماسین مکنزی در فیلم جوجو خرگوشه نقش یک یهودی را بازی کرد و شهرت او با بازی در این فیلم دو چندان شد. او همچنین در فیلم‌های ردی به جا نگذار، پادشاه، دختران گمشده، قدرت سگ، اولد و دیشب در سوهو و  آیلین ۲۰۲۳  نیز نقش آفرینی کرده‌ است.